# Аугуст фон Платен
Аугуст граф фон Платен-Халермюнде (на немски: August Graf von Platen-Hallermünde), с цяло име Граф Карл Аугуст Георг Масимилиан фон Платен-Халермунд, е немски поет и драматург, майстор на сонета и газелата.

## Биография
Аугуст фон Платен израства в дома на главен лесничей в Ансбах, където прекарва по-голямата част от детството си. Отрано проявява интерес към чужди езици и история.
През 1813 г. постъпва на военна служба и е назначен в пехотен полк. Там Платен осъзнава своята хомосексуалност, която ще има голямо значение за по-късното му поетическо творчество. Измъчват го мисли за самоубийство, които ще го преследват през целия му живот. Има желание да се пресели в Америка.
През 1814 г. Платен е произведен лейтенант в полка на баварските гвардейци. С тях взима участие в кратката военната кампания срещу Наполеон във Франция през 1815 г.
През пролетта на 1818 г. получава кралска стипендия и за три години е освободен от военна служба, за да продължи образовението си. След пътешествие из Швейцария и Баварските Алпи Платен се записва студент по право във Вюрцбургския университет. Освен с юриспруденция, занимава се с философия, зоология и ботаника. Също така слуша лекции по немска история и международно право с намерението да поеме попрището на дипломат. Силното му увлечение по един състудент остава несподелено и Платен му посвещава няколко стихотворения, предимно сонети.
През октомври 1819 г. се прехвърля в университета на Ерланген, където слуша лекции при Шелинг и става негов ревностен почитател. Платен загубва интерес към правото и се отдава изцяло на поезията. Изучава персийски език и литература. Публикува стихосбирките си „Газели“ (1821) и „Нови газели“ (1823), които привличат вниманието на значими литературни имена, сред които и Гьоте. Оценяват творбите му не само заради владеещия в тях дух на Ориента, но и заради чистотата и елегантността на формата и изказа.
Първото пътуване на Платен във Венеция е през есента на 1824 г. Там възниква книгата му „Сонети от Венеция“ (1825) и най-известната му поема „Тристан“ – за изживяването на красотата, близостта на смъртта и вечната „болка на любовта“. Поради просрочване на отпуската си Платен е задържан през 1825 г. във военен арест в Нюрнберг. През лятото на 1826 г. получава разрешение за двугодишен престой в Италия с научна цел.
Огорчен от литературните нрави в Германия, Платен намира в Италия своя духовна родина. Пребивава във Флоренция, Рим и Неапол. Пише стихове и води скромно съществуване на странстващ рапсод. Запознава се с италианския поет Джакомо Леопарди. Най-често е самотен и недоволен от живота.
През 1832 г. умира бащата му и след отсъствие от осем години Платен отива за кратко в Германия. През зимата на 1832/1833 г. се установява в Мюнхен и там редактира първото цялостно издание на поезията си.
През лятото на 1834 г. Платен се завръща в Италия, живее във Флоренция и Неапол. През 1835 г. заради върлуващата холера бяга от Неапол в Палермо, а после в Сиракуза, като възнамерява там да прекара зимата и да се занимава с исторически проучвания. Вече сломен от алкохолизъм, Платен получава остра колика, която смята за симптом на холера и приема многобройни, рушащи здравето му медикаменти.
Аугуст фон Платен умира на 5 декември 1835 г. на 39-годишна възраст. Погребан е в парка на вила край Сиракуза, понеже в Сицилия няма протестантски гробища.
В памет на поета град Ансбах учредява през 2005 г. литературната награда „Аугуст фон Платен“

### Лирика
- Ghaselen (1821)
- Lyrische Blätter (1821)
- Spiegel des Hafis (1822)
- Neue Ghaselen (1823)
- Sonette aus Venedig (1825)
- Tristan (1825)
- Gedichte (1828)
- Polenlieder (1831)

### Драма
- Der gläserne Pantoffel (1823)
- Der Schatz des Rampsinit (1824)
- Der Turm mit den Sieben Pforten, ein Lustspiel (1825)
- Die verhängnisvolle Gabel (1826)
- Der romantische Ödipus (1829)
- Die Liga von Cambrai (1833)
- Gesammelte Werke des Grafen August von Platen (1847)

### Балади
- Das Grab im Busento
- Harmosan
- Der Pilgrim vor St. Just
- Alexius

### Други
- Tristan, Lied (1825)
- Geschichten des Königreichs Neapel von 1414 bis 1443 (1833)
- Die Abbassiden. Ein Gedicht in neun Gesängen (1834)
- Die Tagebücher des Grafen August von Platen (1896/1900)
- Die Tagebücher des Grafen August von Platen, 1796–1825 (2011)

### Събрани съчинения
- August Graf v. Platens sämtliche Werke in 12 Bänden. Historisch-kritische Ausgabe mit Einschluss des handschriftlichen Nachlasses. Hrsg. v. Max Koch und Erich Petzet, Hesse, Leipzig (um 1910)
- Platens Werke. Kritisch durchgesehene und erläuterte Ausgabe. 2 Bände. Hrsg. v. G. A. Wolff und V. Schweizer, Bibliographisches Institut, Leipzig/ Wien, o. J.
- Gesammelte Werke des Grafen August von Platen. In fünf Bänden, J. G. Cotta'scher Verlag, Stuttgart und Tübingen (1854)
- August von Platen: Die verhängnißvolle Gabel [1826]. Der romantische Oedipus [1828]. Neudruck der Erstausgaben. Mit Karl Immermanns „Der im Irrgarten der Metrik umhertaumelnde Cavalier“. Hrsg. v. Irmgard und Horst Denkler, Reclam, Stuttgart (1979)
- August von Platen. Werke in zwei Bänden Band I: Lyrik. Hrsg. v. Kurt Wölfel und Jürgen Link, Winkler, München (1982) (Band II nicht erschienen)

### Нови издания
- Sonette aus Venedig. Herausgegeben und mit einem Nachwort versehen von Ulrich Klappstein. Mit 13 Fotografien von Hans-Joachim Polleichtner, hohesufer.com, Hannover (2012)

## Признание
Гьоте високо цени Платен, но го упреква в хладност и романтически сранности на характерите. Хайне му отрича всякакъв талант. Томас Ман пренася отделни черти от съдбата на поета, включително неговия хомоеротизъм, в образа на главния герой в новелата си „Смърт във Венеция“ (1912). Своята реч за Платен от 1930 г. Томас Ман завършва с думите: „Нека сведем глави пред един изпълнен с благородство и злочестина живот, чиято светла диря, няма съмнение, ще изчезне едва заедно с нашия език и нашата култура.“

## Платен в музиката
Музика по стихове на Платен са писали композиторите Роберт Шуман, Франц Шуберт, Йохана Кинкел, Йоханес Брамс, Хуго Волф, Енгелберт Хумпердинк, Паул Хиндемит, Антон Брукнер и др.